# Campeonato Europeu de Hóquei em Patins Masculino de 1983
O Campeonato Europeu de 1983 foi a 36.ª edição do Campeonato Europeu de Hóquei em Patins.

## Participantes
| País               | Participação | Melhor Resultado                                                                                    |
| Espanha            | 24.ª         | Campeão (1951, 1954, 1955, 1957, 1969, 1979 e 1981)                                                 |
| Portugal           | 31.ª         | Campeão (1947, 1948, 1949, 1950, 1952, 1956, 1959, 1961, 1963, 1965, 1967, 1971, 1973, 1975 e 1977) |
| Holanda            | 22.ª         | 3.º Lugar (1963, 1967, 1969 e 1981)                                                                 |
| Itália             | 34.ª         | Campeão (1953)                                                                                      |
| Alemanha Ocidental | 32.ª         | 2.º Lugar (1932 e 1934)                                                                             |
| França             | 35.ª         | 2.º Lugar (1926, 1927, 1928, 1930 e 1931)                                                           |
| Suíça              | 36.ª         | 2.º Lugar (1937)                                                                                    |
| Inglaterra         | 36.ª         | Campeão (1926, 1927, 1928, 1929, 1930, 1931, 1932, 1934, 1936, 1937, 1938 e 1939)                   |
| ------------------ | ------------ | --------------------------------------------------------------------------------------------------- |

## Resultados
|                    | Espanha | Portugal | Itália | Países Baixos | Alemanha | Suíça | França | Inglaterra |
| ------------------ | ------- | -------- | ------ | ------------- | -------- | ----- | ------ | ---------- |
| Espanha            |         | 5-2      | 0-0    | 7-1           | 9-4      | 11-1  | 8-3    | 7-1        |
| Portugal           |         |          | 4-1    | 2-0           | 6-3      | 8-0   | 20-1   | 10-2       |
| Itália             |         |          |        | 6-0           | 6-2      | 5-0   | 5-0    | 9-0        |
| Holanda            |         |          |        |               | 4-0      | 3-3   | 6-2    | 3-1        |
| Alemanha Ocidental |         |          |        |               |          | 5-1   | 9-3    | 5-3        |
| Suíça              |         |          |        |               |          |       | 4-3    | 5-4        |
| França             |         |          |        |               |          |       |        | 6-3        |
| Inglaterra         |         |          |        |               |          |       |        |            |

## Classificação final
| Lugar | Seleção            | J | V | E | D | P  | GM | GS | Dif. |
| ----- | ------------------ | - | - | - | - | -- | -- | -- | ---- |
|       | Espanha            | 7 | 6 | 1 | 0 | 13 | 47 | 12 | +35  |
|       | Portugal           | 7 | 6 | 0 | 1 | 12 | 52 | 12 | +40  |
|       | Itália             | 7 | 5 | 1 | 1 | 11 | 32 | 6  | +26  |
| 4     | Holanda            | 7 | 3 | 1 | 3 | 7  | 17 | 21 | -4   |
| 5     | Alemanha Ocidental | 7 | 3 | 0 | 4 | 6  | 28 | 32 | -4   |
| 6     | Suíça              | 7 | 2 | 1 | 4 | 5  | 14 | 39 | -25  |
| 7     | França             | 7 | 1 | 0 | 6 | 2  | 18 | 55 | -37  |
| 8     | Inglaterra         | 7 | 0 | 0 | 7 | 0  | 14 | 45 | -31  |

| Campeões Europeus 1979 |
| ---------------------- |
| Espanha                |
| ESPANHA 8.º Título     |